# Чквалери
Чквалери (груз. ჩქვალერი) — село в Грузии, на территории Цаленджихского муниципалитета края (мхаре) Самегрело-Верхняя Сванетия.

## География
Село находится в западной части Грузии, на левом берегу реки Инцри (правый приток Чанисцкали), на расстоянии приблизительно 10 километров (по прямой) к северо-северо-востоку от города Цаленджиха, административного центра муниципалитета. Абсолютная высота — 352 метра над уровнем моря.

## Население
По результатам официальной переписи населения 2014 года, в Чквалери проживало 409 человек (202 мужчины и 207 женщин). В национальной структуре населения грузины составляли 100 %.
| Год  | Население, человек |
| ---- | ------------------ |
| 2002 | 702                |
| 2014 | ↘ 409              |